# Lilly Martin Spencer

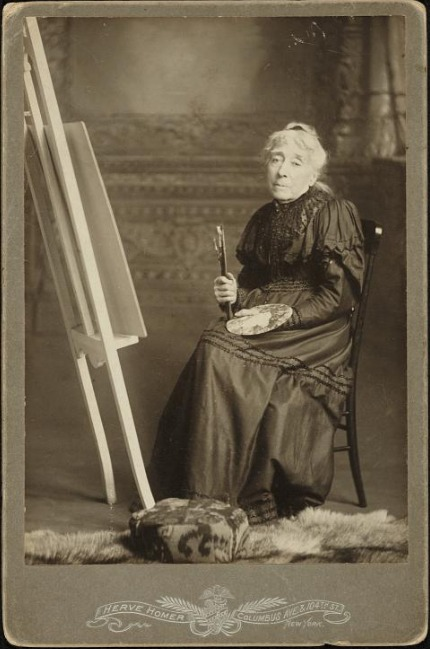
Lilly Martin Spencer

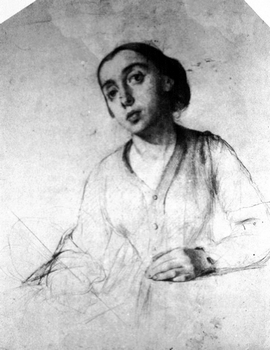
Autoportret

Lilly Martin Spencer (ur. 26 listopada 1822, zm. 22 maja 1902) – urodzona w Anglii amerykańska artystka.
Prowadziła zajęcia w National Academy of Design. W ten sposób utrzymywała rodzinę.